# 庄内映画村
庄内映画村（しょうないえいがむら）は、山形県鶴岡市にあった映画スタジオ。前運営者が破産手続き中のため、運営者がM&N COへ変わり、スタジオセディック庄内オープンセットとして営業中である。

## 概要
映画撮影の誘致・支援を目的に2006年に設立。
土地建物の保有は映画製作会社セディックインターナショナルである。管理・運営は地元企業の出資で作られた「庄内映画村株式会社」が行っていた。
映画監督黒土三男の作品『蟬しぐれ』製作時、もともとIT企業の社長であった宇生雅明がスタッフに参加し、そのまま庄内地方の住民や企業の後援を得て、羽黒町の月山山麓に位置する88ヘクタールの敷地をセディック側が購入し、時代劇のオープンセットとして整備した。2009年からは観光施設として一般公開し、庄内映画村株式会社がセディックから運営を受託して営業していた。
しかし、客足が伸びず設備投資を回収できない経営が続いていたことから、2014年、オープンセットの管理運営を別会社「M&N CO株式会社」に譲渡し、施設名もスタジオセディック庄内オープンセットに変更し営業を継続する。庄内映画村株式会社は「資料館」の運営のみを行う体制になった。
2020年10月16日、自己破産の手続の準備に入っていることが報じられ、同年10月30日に山形地方裁判所鶴岡支部へ破産を申請。同年11月12日に山形地方裁判所鶴岡支部から破産手続開始決定を受けた。負債額は2020年2月期末時で2億7800万円。

## 運営していた施設
庄内映画村資料館
国の史跡「松ヶ岡開墾場」の大蚕室を借りている。撮影された映画の小道具や各種資料が展示されていた。2019年12月に閉館。
庄内映画村オープンセット
時代劇における、市街地以外のシーンに必要なセットが建てられている。「漁村」「農村」「宿場町」「山間集落」などの各ロケーションを擁する。2010年には映画『おくりびと』のロケ地でもある山形県内最後の銭湯「鶴乃湯」（2009年廃業）が当施設内に移築された。

## 撮影協力を行った作品

### 映画
- スキヤキ・ウエスタン ジャンゴ（2007年9月15日公開）
- 山桜（2008年5月31日公開）
- おくりびと（2008年9月13日公開）
- ICHI（2008年10月25日公開）
- 山形スクリーム（2009年8月1日公開）
- スノープリンス 禁じられた恋のメロディ（2009年12月12日公開）
- 座頭市 THE LAST（2010年5月29日公開）
- 必死剣 鳥刺し（2010年7月10日公開）
- 十三人の刺客（2010年9月25日公開）
- デンデラ（2011年6月25日公開）
- 赦免花（2013年3月16日公開）
- おしん(実写映画版) (2013年10月12日公開)
- 超高速!参勤交代（2014年6月21日公開）
- るろうに剣心 京都大火編（2014年8月1日公開）
- 殿、利息でござる!（2016年5月14日公開）
- 超高速!参勤交代 リターンズ（2016年9月10日公開）
- サムライマラソン（2019年2月22日公開）
- 峠 最後のサムライ（2022年6月17日公開）
- レジェンド&バタフライ（2023年1月27日公開）
- 首（2023年11月23日公開）

### テレビドラマ
- タイムスクープハンター（NHK総合テレビ、2010年） - セカンドシーズン第8話 - 第10話
- 勇者ヨシヒコシリーズ（テレビ東京系列、2011年・2012年・2016年）

### バラエティ
- 大脱出（DMM TV、2023年2月配信開始）シーズン1